# Diván (institución)

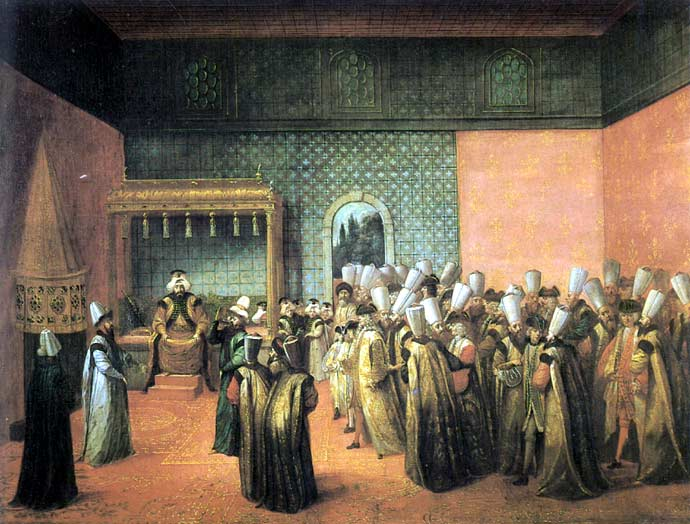
Audiencia en el Diwan-i-Khas concedida al embajador francés, el vizconde d'Andrezel, por el sultán Ahmed III del Imperio Otomano el 10 de octubre de 1724. Cuadro de Jean-Baptiste van Mour.

Un diván o diuán (en persa دیوان, dīwān 'administración') fue un cuerpo gubernamental de alto rango en varios Estados islámicos.
Su responsable también tiene el mismo título. Divan o Diván es asimismo una colección de poemas o un nombre masculino, muy popular en Sudáfrica.

## Etimología

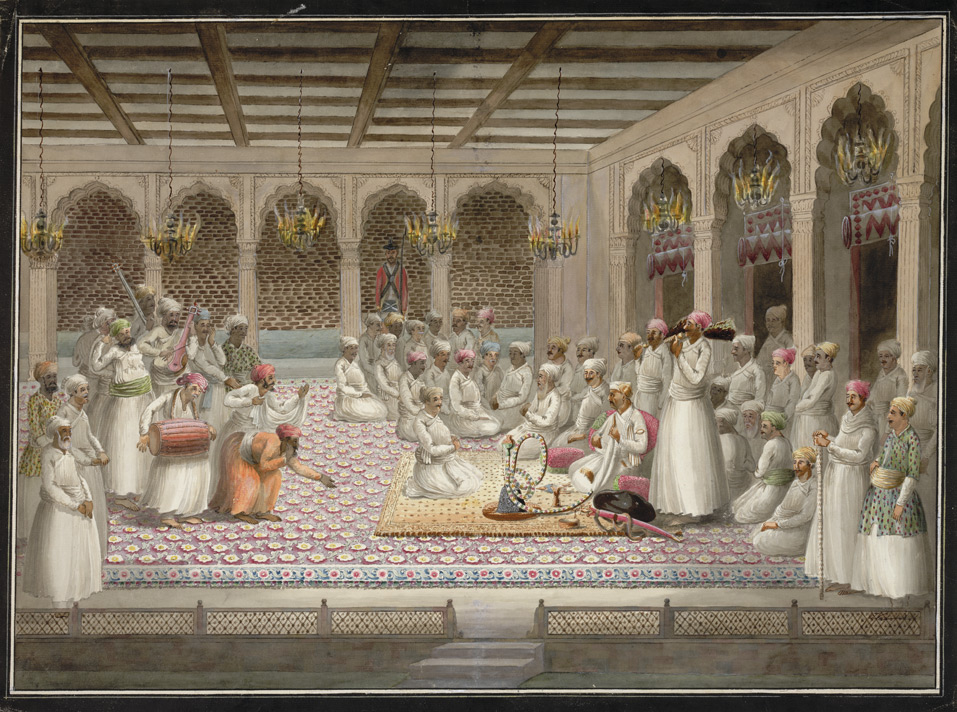
Diván de invierno de un Nawab mogol.

Comenzó siendo un registro o un libro de registros y, más tarde, fue un departamento financiero y un ministerio gubernamental o consejo oriental de un Estado. Viene del turco divan y árabe diwan.
Se atestigua en primer lugar, en persa medio escrito como dpyw'n y dyw'n, llegando a través del persa antiguo, elamita y acadio, y en última instancia, de las tablillas de arcilla sumerias. La palabra fue prestada al armenio como divan; por motivos lingüísticos nos lleva después del siglo III, que ayuda a establecer la forma dīvān del persa medio original (y, finalmente, el nuevo persa) pero no dēvān, a pesar de leyendas posteriores que trazan el origen de la palabra a la última forma. Sin embargo, sí existía la variante de pronunciación dēvān, que es la forma que ha sobrevivido hasta nuestros días en persa tayiko.
En árabe, el término fue utilizado por primera vez para los registros del ejército, bajo el califa Omar (634-644), pasando a generalizarse a cualquier registro, y por metonimia, se aplicó a determinados departamentos gubernamentales.
El sentido de la palabra evolucionó hacia 'aduana' (en español, francés douane o italiano dogana) y 'cámara del consejo' y luego a 'asiento acolchado largo', tal como se encuentran a lo largo de las paredes en las cámaras del consejo del Oriente Medio. Este último significado entró en los idiomas europeos como diván (mueble).

## En el mundo árabe-persa
Una anécdota contada por el historiador Ibn Jaldún (1332-1406) sugiere que la palabra es de origen persa. En persa, la palabra "loco" y la palabra "diván" se parecen (en persa: ديوانه dīvāneh, "loco" y ديوان dīvān, "colección de poemas, corte") y puede pensarse en relación con la palabra div que designa a un "ente sobrenatural, demonio" (en persa: ديو dīv, "demonio, gnomo").
El rey sasánida Cosroes I se sorprende por la habilidad de sus secretarias:

'Eso es lo que Cosroes dijo cuando se dio cuenta del conocimiento y la inteligencia de sus secretarias: "Dîvâneh, es decir, demonios y locos... De aquí se deriva la palabra dîvân, que significa a las secretarias."
Ibn Jaldún, El libro de los ejemplos. Volumen 1, Muqaddima V, XXXII

En este primer sentido, diván designa al gobierno en tiempos del califato de Muawiya (661-680), a los gobiernos abásidas y a los otomanos, pero igualmente algunas colecciones de poemas que, a veces, se escriben asimismo diwan. Por ejemplo, el Diván de Oriente y Occidente (West-Östlicher Divan) es una colección de poemas de Goethe (1819), inspirado por poetas persas y árabes.
- El Diwan al Madhalim se estableció en Marruecos en 2001 como el equivalente a un Defensor del Pueblo.
- El Diván de la Corte Real juega un papel similar en Omán, pero también gestiona los asuntos personales del sultán.
- El Diván de Argel o de Odjak era el conjunto político-religioso de la Regencia de Argel, controlado por los jenízaros de Argel.

## En el mundo indio

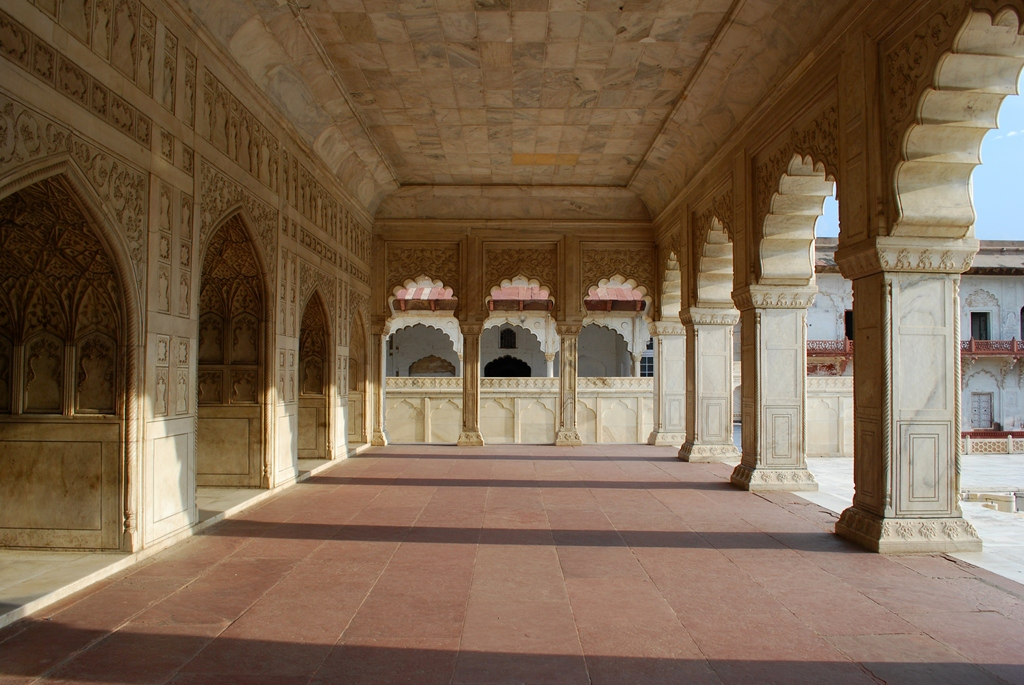
Dīvān-i-Khās (salas de audiencias privadas) en el Fuerte Rojo de Agra.

En el mundo indio, el título (dîvân ou dîwân) se usa para designar a un ministro, por lo general de finanzas e impuestos bajo los soberanos musulmanes y, particularmente, en los mogoles. Fue utilizado, más raramente, con los sultanes de Delhi para designar al ministro del ejército. El emperador mogol confiaba al diván, por su nombramiento, un escritorio portátil de metales preciosos, adornado con piedras preciosas y tintero de oro y las insignias de su cargo.
El término declinó durante el período mogol, designando entonces a los ministros y sus ministerios: Dîvân-i Âm, Consejo del emperador, Dîvân-i Arz, Ministerio del Ejército, Divan i-Qadi, Ministerio de Justicia, Dîvân-i Bândâgan, Ministerio de esclavos, etc.
Su variación en Dîvân-i Âm y Diwan-i-Khas es la denominación de las salas de audiencias, públicas la primera y privadas la segunda, que se encuentran en los fuertes mogoles, como el Fuerte Rojo de Agra o Fuerte Rojo de Delhi. El Divan i-Khas de Fatehpur Sikri es conocido por su pilar central decorado en el estilo Gujarat, complejo y recargado.

## En el sijismo
La reunión de una congregación para el culto se llama diwan o dewan. En el complejo de un gran templo, un gurdwara, la sala mayor donde se celebran las reuniones de las grandes asambleas también se puede llamar diwan.

## Consejos de gobierno
El Divan-i Hümayun, Consejo Imperial o Sublime Puerta fue durante muchos años el Consejo de Ministros del Imperio Otomano. Constaba del Gran Visir, que lo presidía, los otros visires, los cadileskers (kadi'askers), los nisanci y los defterdars.
Las asambleas de los principados del Danubio bajo la dominación otomana también fueron llamados diván (Divanuri en rumano) (véase la Convención de Akkerman, Divan ad hoc). 
En javanés y lenguas relacionadas, el cognado Dewan es la palabra usual para cámara, como en la Dewan Perwakilan Rakyat o Cámara de Representantes del Pueblo.

## Departamentos ministeriales
En el sultanato de Marruecos, varias carteras ministeriales tuvieron un título basado en diwan:
- Diwan al-Alaf, Ministerio de la Guerra.
- Diwan al-Bahr, 'Ministerio del Mar', es decir, (= ultramar), Ministerio de Asuntos Exteriores.
- Diwan al-Shikayat, Ministerio de Quejas.